# 明星ヶ岳 (神奈川県)
明星ヶ岳（みょうじょうがたけ）は、神奈川県小田原市と箱根町の境にある標高924mの山で、箱根山の古期外輪山の一峰である。富士箱根伊豆国立公園に指定されている。
箱根の山では1,000mに満たない低い山であるが、小田原方面からは高く見え、宵の明星が当山の上に輝くことからこの名がついた。
毎年8月16日の夜には、当山で箱根強羅夏祭りの大文字焼きと花火の打ち上げが行われる。

## 画像解説

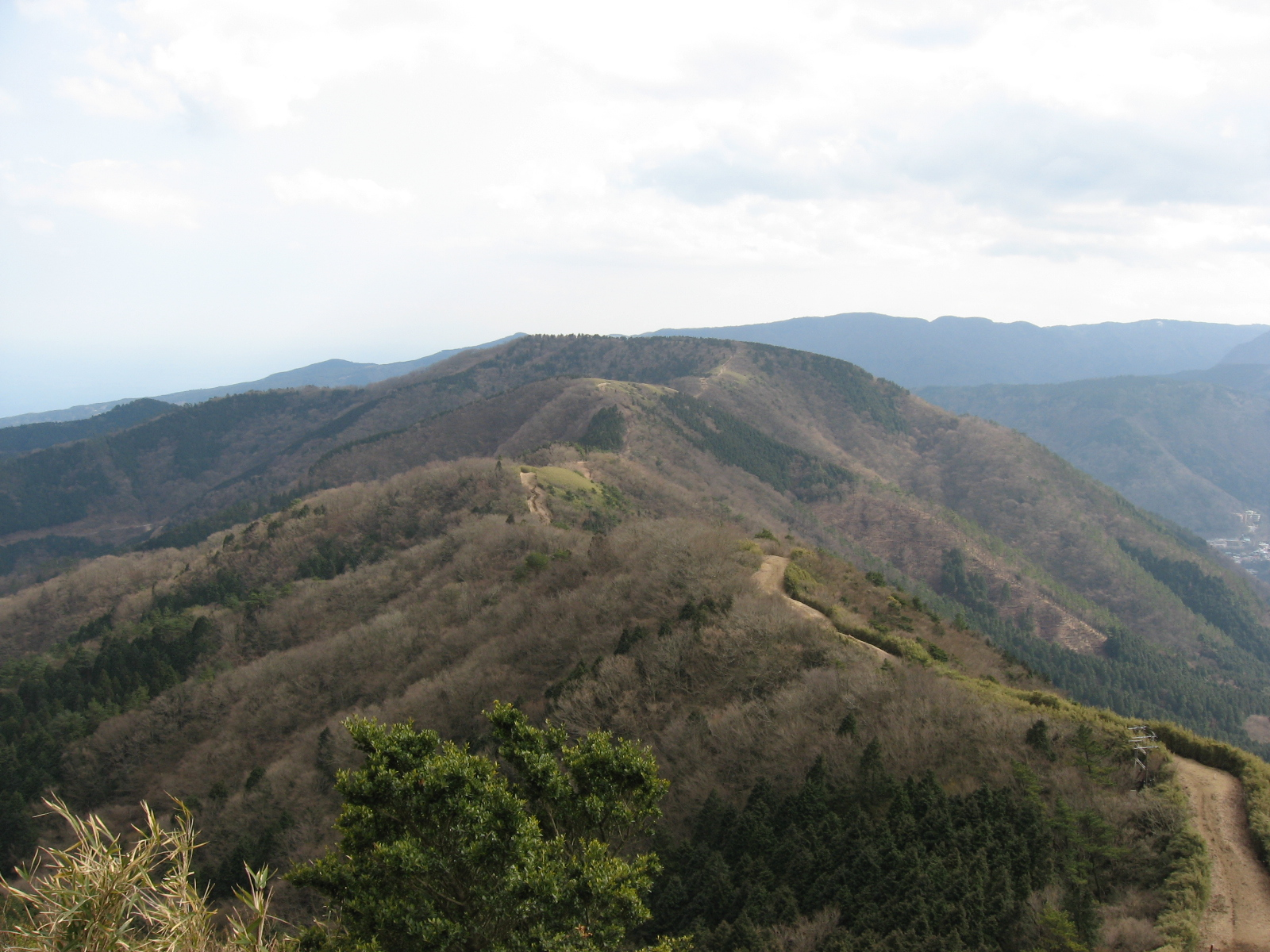
明神ヶ岳付近から見た明星ヶ岳
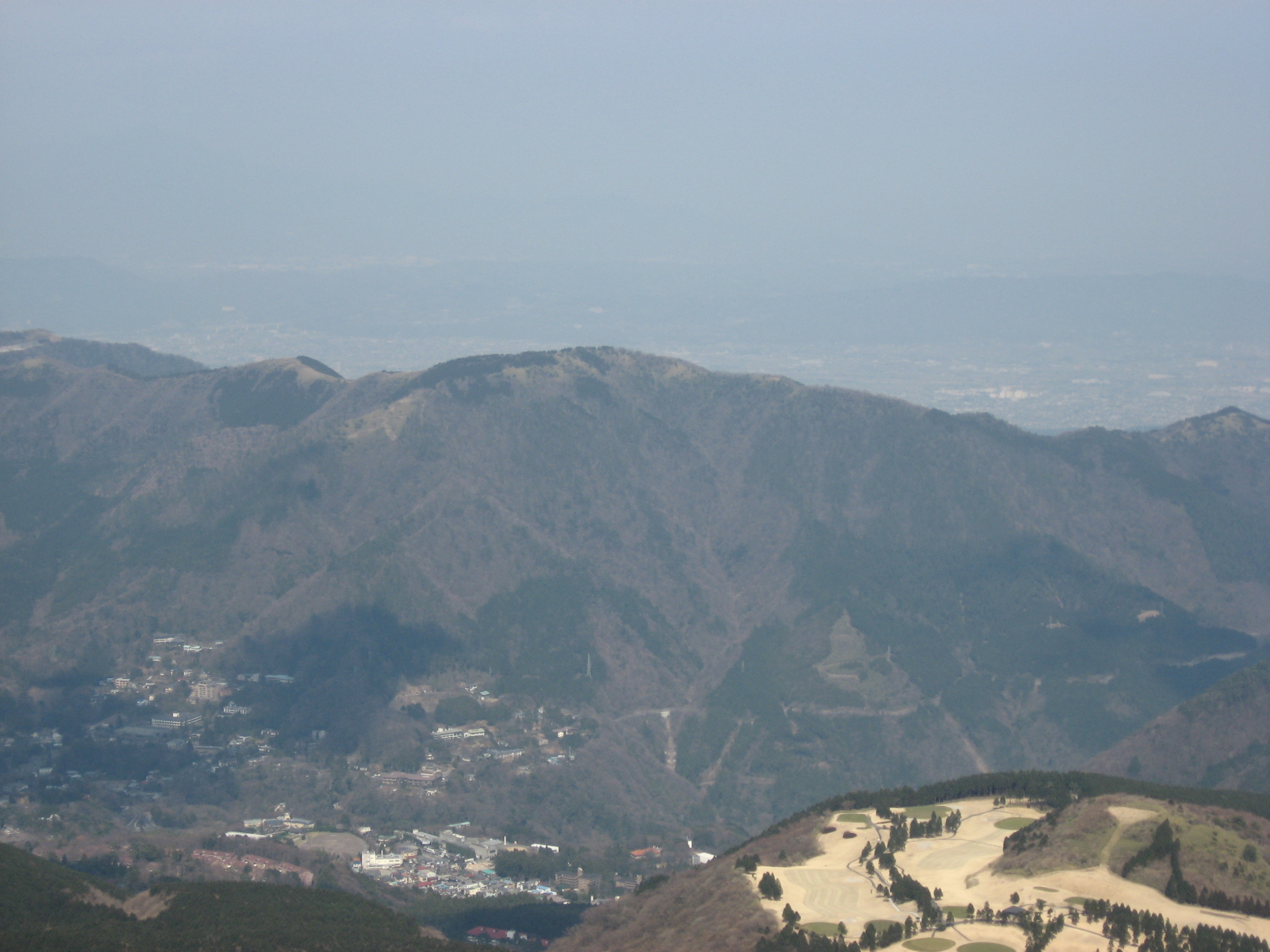
箱根駒ヶ岳から見た明星ヶ岳
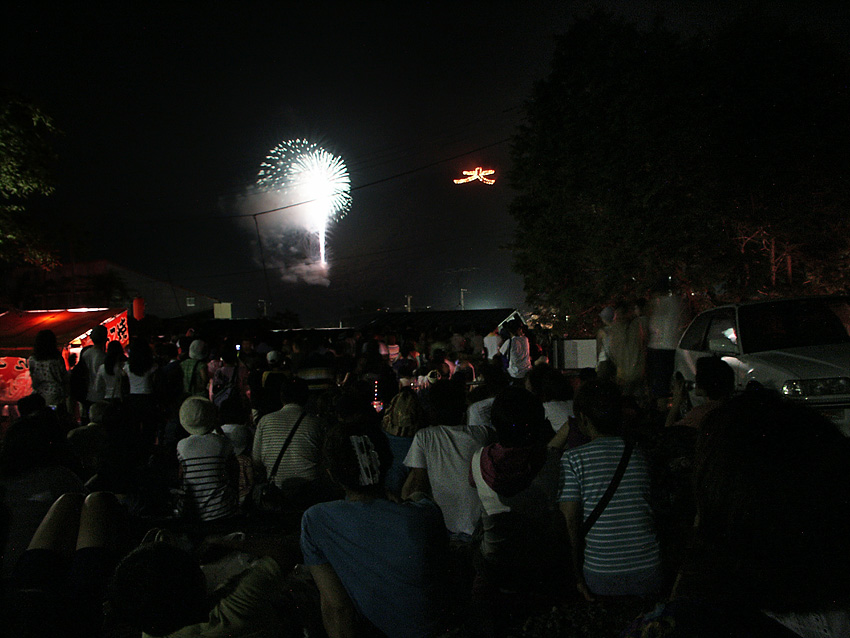
明星ヶ岳の大文字焼き
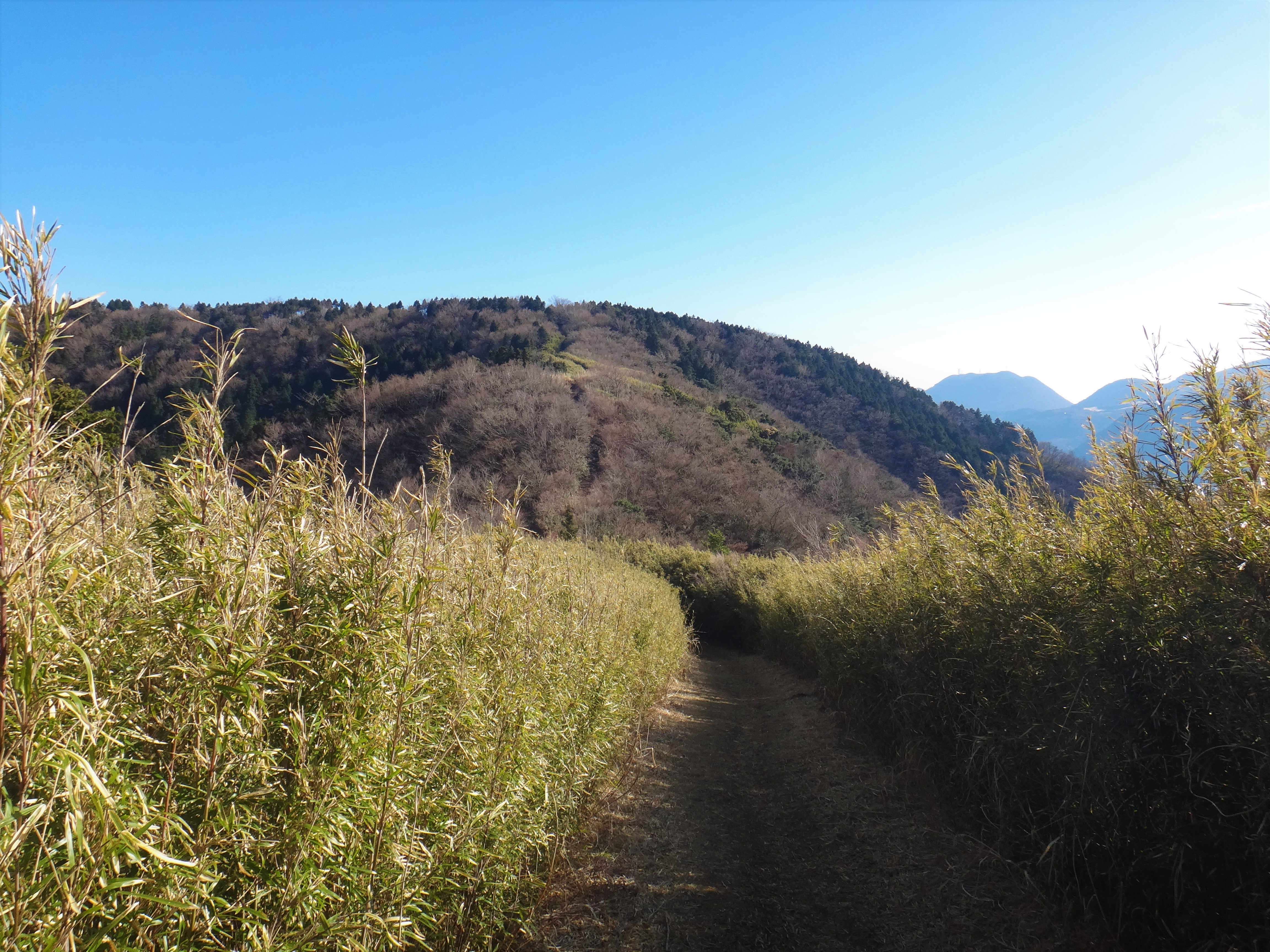
明神ヶ岳から明星ヶ岳への縦走路
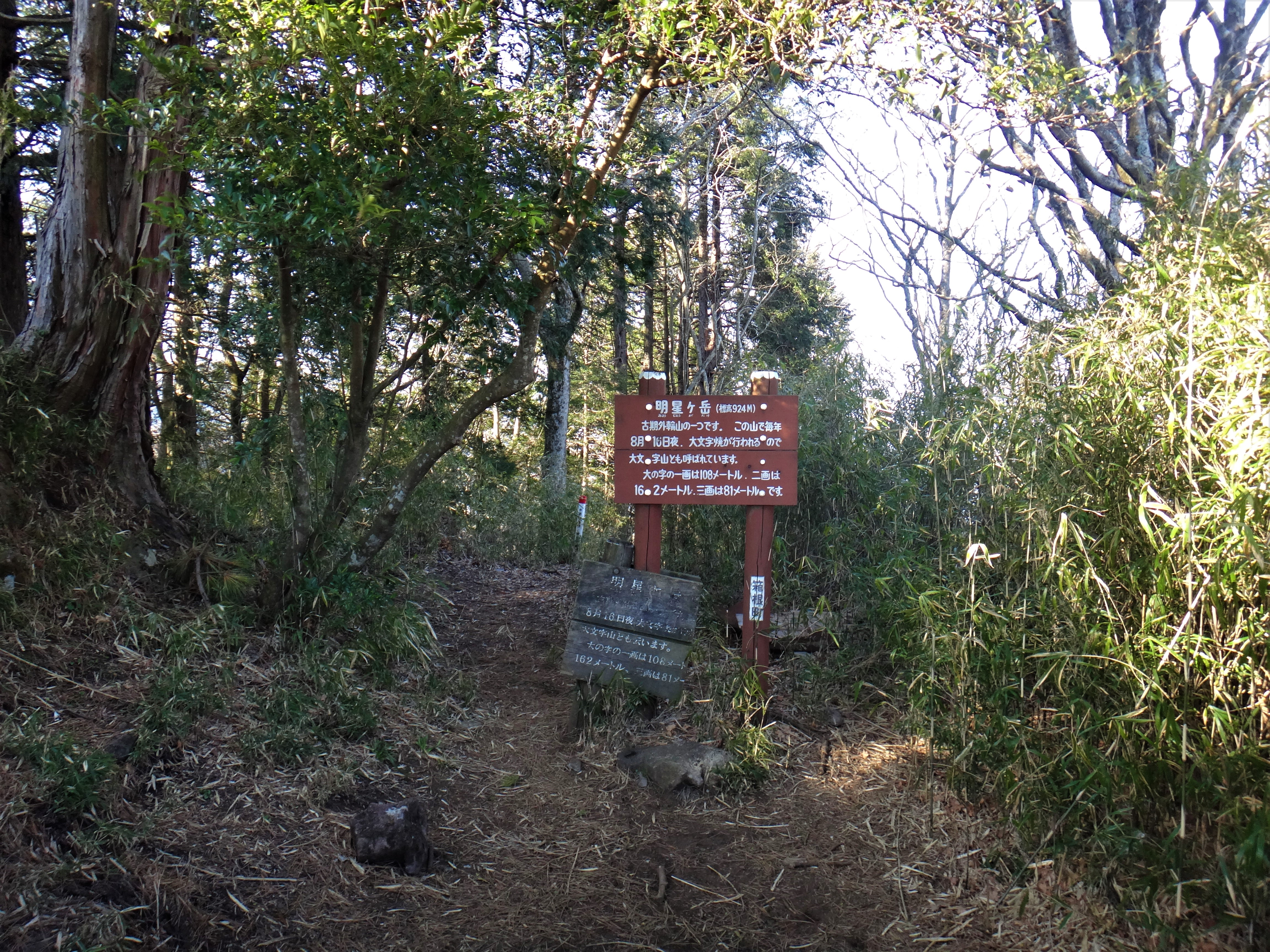
明星ヶ岳山頂
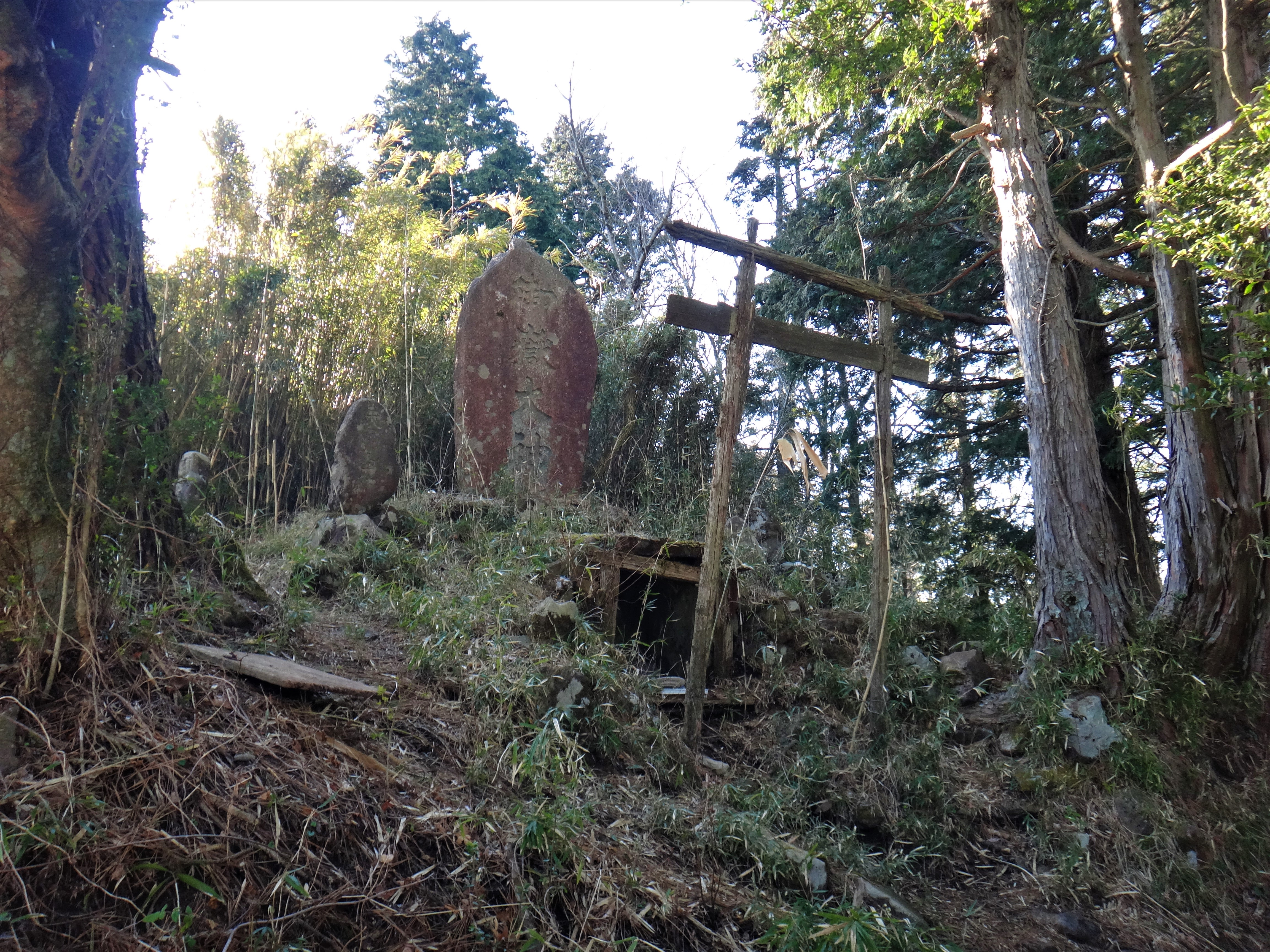
明星ヶ岳の御嶽大神

## 周辺の山
- 明神ヶ岳（1,169m）
- 塔ノ峰（566m）